# Stjepan (II.)
Ovo je članak o papi Stjepanu koji je naknadno ispušten sa službenog popisa rimskih papa. Za članak o istoimenom papi koji ga je naslijedio pogledajte Stjepan II., papa.
Stjepan II. (ispušten iz popisa) († 25. ili 26. ožujka 752.) bio je papa s najkraćim pontifikatom. Kao najstariji prezbiter u Rimu određen je 22. ili 23. ožujka 752. za službenog nasljednika pape Zaharije. Prilikom izbora bio je već izuzetno star te je umro nakon nepuna četiri dana od srčanog udara, a da nije zaređen za biskupa. Njegov je nasljednik uzeo također ime Stjepan te u današnjem službenom popisu papa nosi naziv Stjepan II.
Kroz povijest ovaj je, danas nepriznati papa, više puta bio uvrštavan i ispuštan s popisa rimskih biskupa. Razlog je ovoj nesigurnosti u tome što pape sve do 10. stoljeća svome imenu nisu dodavali broj pa su se tako svi pape s imenom Stjepan zvali jednostavno Stjepan. Tek je 1057. jedan u nizu tih papa uzeo i službeno naslov Stjepan IX. (lat. Stephanus Nonus papa).
Druga poteškoća proizlazi iz činjenice da je u različitim povijesnim razdobljima bilo različito shvaćeno stupanje u papinsku službu. Tako je nekad dovoljan bio samo izbor za papu, a katkad je bila nužna biskupska posveta. Do 16. stoljeća ovaj papa nije bio na službenim popisima, jer je prevagu imala teorija o obvezatnosti biskupskog ređenja. Od 15. i 16. stoljeća raširilo se mišljenje da je za punopravnu papinsku službu dovoljan izbor za papu pa je i ovaj papa vraćen na službene popise papa. 1961. Stjepan je, za vrijeme pontifikata Ivana XXIII., ponovno izbrisan sa službenog popisa kako ga donosi Papinski godišnjak (Annuario pontificio) iz te godine, a brojevi uz imena papa s imenom Stjepan, umjesto III.-X., postali su opet II.-IX.
| Prethodnik:            | Papa | Nasljednik:               |
| Zaharija (741. – 752.) | Papa | Stjepan II. (752. – 757.) |